# Герб Чернушки
Герб Чернушки — официальный символ города Чернушка Пермского края Российской Федерации.
Ныне действующий герб Чернушки утверждён Решением Думы Чернушинского городского поселения от 24.09.2020 № 286  «Об утверждении положений о гербе и флаге муниципального образования Чернушинский городской округ».

## Геральдическое описание герба
В лазорево-серебряно-черном рассеченном, пересеченном щите, в верхнем правом углу, выходящее на четверть золотое солнце с пламенеющими лучами, в левой вольной части  - герб Пермского края, в оконечности - двойная серебряная волна. Щит увенчан золотой башенной короной о пяти видимых зубцах.

## Символика
- открытые ворота символизируют гостеприимность жителей города, символом которого в свою очередь является каменная стена;
- чёрная волнистая оконечность и чёрные ворота указывают на название города — Чернушка;
- волнистость оконечности указывает на речку с названием Чернушка, от которой произошло название города;
- золото в гербе — символ высшей ценности, богатства, достатка, силы, воли и великодушия, прочности, величия и интеллекта;
- золотое солнце на воротах символизирует источник жизни и созидательной силы, а также — что ворота эти являются самыми южными на территории Пермского края (ворота — ещё символ границы), принадлежность герба которому (краю) определяется наличием вольной части;
- красный цвет — символ мужества, самоотверженности, труда, жизнеутверждающей силы, праздника, красоты;
- чёрный цвет означает благоразумие, мудрость, скромность, честность и вечность бытия.

## История

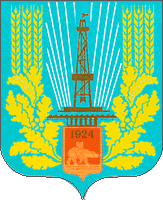
Герб Чернушки 1996 года

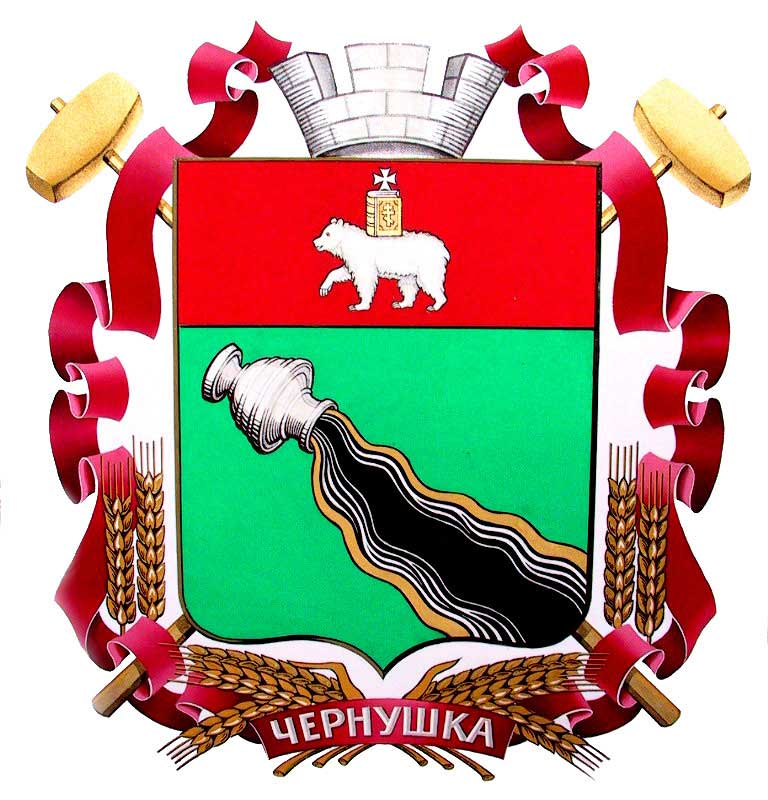
Герб Чернушки 2001 года

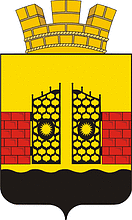
Герб Чернушки 2011 года

Первый герб Чернушки был разработан во времена СССР художником Солнцевым, но он не был утверждён. Описание герба: «Геральдический щит разделён на две части, из которых в верхней части слева изображение хлебного колоса, а в правой на белом фоне в голубом овале нефтяная вышка. В нижней части герба на голубом фоне надпись „Чернушка“, под ней волнистые полосы».
Первый официальный герб Чернушки был утверждён решением Земского Собрания Чернушинского района от 2 апреля 1996 года М2104. Описание герба: «в лазоревом поле чёрная нефтяная вышка, из-за которой выходит золотые солнечные лучи, все это обрамлено венком из золотых дубовых листьев и колосьев, в нижней части венка герб Перми с цифрой „1924“ в главе щитка».
Второй в истории герб Чернушки герб утверждён Решением Земского собрания Чернушинского района от 13 июля 2001 года № 105 «О гербе города Чернушки». Автор герба Ю. К. Николаев, художники: А. П. Зырянов, Л. А. Колчанова. Описание герба: "В верхней части герб Пермской области. В нижней по зеленому полю из серебряного сосуда изливается по-золотому волнистая, черного цвета струя. Щит увенчан серебряной трехбашенной короной, За щитом два накрест положенные золотые молотки, соединенные красной лентой, перевивающей золотые колосья. На ленте под оконечностью щита серебром «Чернушка».
Третий в истории герб Чернушки герб утвержден Решением Думы Чернушинского городского поселения от 18 февраля 2011 года № 188 "Об утверждении Положений о гербе и флаге Чернушинского городского поселения". Герб внесен в Государственный геральдический регистр РФ под №6830.. Описание герба: В золотом поле с черной волнистой оконечностью, червленая, мурованная черным стена с черными же приоткрытыми воротами, створки которых украшены золотыми солнцами, по одному на каждой.
Ныне действующий герб уже четвёртый, был утверждён Решением Думы Чернушинского городского округа от 24.09.2020 № 286 «Об утверждении положений о гербе и флаге муниципального образования Чернушинский городской округ».